# Нові Біскупиці (Любуське воєводство)
Нові Біскупиці (пол. Nowe Biskupice, нім. Neu Bischofsee) — село в Польщі, у гміні Слубіце Слубицького повіту Любуського воєводства.
Населення — 115 осіб (2011).
У 1975-1998 роках село належало до Гожовського воєводства.

## Демографія
Демографічна структура станом на 31 березня 2011 року:
|          | Загалом | Допрацездатний вік | Працездатний вік | Постпрацездатний вік |
| -------- | ------- | ------------------ | ---------------- | -------------------- |
| Чоловіки | 60      | 14                 | 42               | 4                    |
| Жінки    | 55      | 10                 | 37               | 8                    |
| Разом    | 115     | 24                 | 79               | 12                   |